# سیارک ۱۰۲۱۰
سیارک ۱۰۲۱۰ (به انگلیسی: 10210 Nathues، نامگذاری:1997QV3) ده هزار و دویست و دهمین سیارک کشف شده‌است که در ۳۰ اوت ۱۹۹۷ کشف شد.
قدر مطلق سیارک برابر ۱۴٫۴۰ است.